# Brady Ellison
Brady Ellison (født 1988) er en amerikansk bueskytte. 
Han blev udtaget til at repræsentere USA ved  sommer-OL  2012 i London, hvor han røg ud i anden runde. Han vandt tidligere i legene, sølv i holdkonkurrencen.
Han vandt sølv under Sommer-OL 2016 i Rio de Janeiro.
Under Sommer-OL 2020 i Tokyo som blev arrangeret i 2021 blev han udslået i kvartfinalen i den individuelle konkurrence.
Under Sommer-OL 2024 som blev afholdt i Paris, vandt han sølv og bronze.